# Dilatación del proventrículo
La enfermedad de dilatación proventricular (PDD) es una enfermedad  viral que afecta a las psitaciformes (loros). Fue reconocida y descrita primeramente por el  Dr. Hannis L. Stoddard en 1978. Dado que los primeros casos reportados involucraban a especies de guacamayos, el desorden fue llamado Macaw Wasting Syndrome (síndrome de agotamiento del guacamayo).

## Síntomas
Los síntomas de la enfermedad son variados pero invariablemente incluyen un problema en la digestión de alimentos, cansancio, somnolencia y rápida pérdida de peso, seguida de la muerte. El alimento transita sin digerirse, así que el cuerpo del ave depende de sus reservas de grasa, y como son bastante escasas en la mayoría de las aves, la muerte ocurre en pocas semanas. 
En autopsias se ha encontrado que la inervación al tracto digestivo se está inhabilitando, impidiendo su función y relenteciendo el paso del alimento por el tracto digestivo. El proventrículo (parte anterior del estómago que es posterior al buche) se ha dilatado a medida que el ave continúa comiendo, pero el alimento no se está procesando con la suficiente celeridad en el ventrículo (o molleja, parte posterior musculosa del estómago) y el intestino.

## Causa
Por décadas, se ha especulado que la PDD tiene una causa viral,  pero la identidad del virus era desconocida. En julio de 2008, un equipo de investigadores en la Universidad de California, San Francisco fue capaz de identificar el virus, al cual nombraron Avian Bornavirus (ABV). Un miembro de la familia de los bornavirus, el bornavirus aviar fue aislado del 71 % de las muestras de aves infectadas, pero de ninguna de las aves sanas. Los investigadores fueron capaces de clonar el genoma completo del virus a partir de tejido de ave, y los análisis de ese tejido revelaron que existen al menos cinco variedades distintas de este virus aviar.